# 仙台法経専門学校
仙台法経専門学校（せんだいほうけいせんもんがっこう）とは、宮城県仙台市青葉区にあった私立の専修学校。運営母体は、学校法人仙台法経学園。

## 沿革
- 1930年5月 - 財団法人宮城県社会事業協会により仙台高等実務学校として創立、仙台市上杉山通り仙台商業学校内に開校
- 1935年4月 - 仙台商業学校同窓会設立の皇太子殿下御降誕記念館に校地移転
- 1946年5月 - 戦災により校舎焼失し宮城県東華会館内に校地移転、名称を仙台高等学院に改称
- 1949年5月 - 仙台市本町1丁目の宮城県自治研究所内に校地移転
- 1951年2月 - 現校名に変更、法律科を開設。
- 1951年7月 - 中央大学通信教育部の連絡校となる
- 1959年5月 - 経営科を開設
- 1961年4月 - 校舎建設に伴い仙台市本町3丁目に校地移転
- 1971年4月 - 不動産法学科を開設、経営科を廃止
- 1976年4月 - 専門学校に認可される
- 1977年4月 - 法律科を廃止、法律実務科を開設
- 1979年3月 - 学校法人になる
- 1984年4月 - 経営法学科を開設
- 1994年4月 - 不動産法学科を廃止、法学研究科を設置
- 1995年7月 - 仙台市青葉区上杉3丁目に校舎新築し校地移転
- 2017年7月 - 閉校

## 設置学科
- 法律実務科（昼間部、2年）
- 経営法学科（昼間部、2年）
- 法学専修科（夜間部、2年）
- 法学研究科（夜間部、2年）
- 一般研究科（昼間部、2年）

## 所在地
- 宮城県仙台市青葉区上杉3-2-28

## 大学関係者

### 教職員
歴代校長
- 佐藤丑次郎：初代（1930-40）
- 中川善之助：2代（1940-75）
- 斎藤秀夫：3代（1975-2003）
- 深谷松男：4代（2003-2013）
- 萱場正美：5代（2013-17）、最後の本学理事長、元宮城県議会議長

教員
- 常勤講師はおらず、主に東北大学の助手・助教や、弁護士・司法書士・公認会計士・税理士・企業経営者、元国会議員、元宮城県議会議員、元仙台市議会議員が非常勤講師を務めた。

### 出身者
- 高橋克也（スポーツジム社長）
- 星長治（自民党参議院議員、仙台高等実務学校卒）